# Demi Moore
Demi Gene Moore (/dəˈmiː/ də-MEE; nhũ danh Guynes; sinh ngày 11 tháng 11 năm 1962) là một nữ diễn viên và nhà sản xuất người Mỹ. Sau khi trở nên nổi tiếng vào đầu thập niên 1980, Moore đã trở thành nữ diễn viên được trả lương cao nhất thế giới vào năm 1995. Bà được công nhận là một trong những người tiên phong đòi quyền trả lương bình đẳng cho nữ giới tại Hollywood. Xuyên suốt sự nghiệp của mình, bà đã nhận được nhiều giải thưởng, bao gồm Giải Quả cầu vàng và Giải Nghiệp đoàn diễn viên màn ảnh, cũng như các để cử cho Giải Oscar, Giải BAFTA, và Giải Emmy.
Moore bắt đầu sự nghiệp với vai trò người mẫu và gia nhập dàn diễn viên của phim truyền hình dài tập General Hospital vào năm 1981. Sau khi rời show vào năm 1983, bà chủ yếu được biết đến như là một thành viên của nhóm Brat Pack, với các vai diễn trong phim Blame It on Rio (1984), St. Elmo's Fire (1985), và About Last Night... (1986). Rồi bà trở thành một ngôi sao nhờ vai diễn người bạn gái đau buồn trong phim Ghost (1990), và tiếp tục thành công ở phòng vé nhờ những bộ phim A Few Good Men (1992), Indecent Proposal (1993), và Disclosure (1994), đồng thời nhận được mức thù lao chưa từng có là 12,5 triệu đô la Mỹ cho vai chính trong Striptease (1996). Tuy nhiên, sự nghiệp của bà đã dần đi xuống sau khi những bộ phim như The Scarlet Letter (1995), The Juror (1996) và G.I. Jane (1997) không đạt được kỳ vọng thương mại.
Kể từ đó, Moore thỉnh thoảng nhận được vai chính trong những bộ phim nghệ thuật; các vai phụ trong Charlie's Angels: Full Throttle (2003), Bobby (2006), Mr. Brooks (2007) và Margin Call (2011); cùng các vai diễn truyền hình trong If These Walls Could Talk (1996), Empire (2017–2018) và Feud: Capote vs. The Swans (2024). Bà bắt đầu được chú ý trở lại với vai diễn một ngôi sao hết thời đang lão hóa trong The Substance (2024). Với vai diễn này, bà đã nhận được Giải Quả cầu vàng cho Nữ diễn viên chính xuất sắc nhất và một đề cử cho Giải Oscar cho Nữ diễn viên chính xuất sắc nhất.
Moore đã trải qua ba cuộc hôn nhân. Từ năm 1981 tới năm 1985, bà kết hôn với nhạc sĩ Freddy Moore. Từ năm 1987 tới năm 2000, bà kết hôn với Bruce Willis và có 3 người con gái với ông. Và cuộc hôn nhân gần đây nhất là của bà với Ashton Kutcher từ năm 2005 tới năm 2013. Cuốn hồi ký của bà, Inside Out (2019) đã trở thành Sách bán chạy nhất của New York Times.

## Danh mục phim
| Năm  | Phim                            | Vai diễn                        | Ghi chú          |
| ---- | ------------------------------- | ------------------------------- | ---------------- |
| 1981 | Choices                         | Corri                           |                  |
| 1982 | Parasite                        | Patricia Welles                 |                  |
| 1982 | Young Doctors in Love           | New intern                      | Uncredited cameo |
| 1984 | Blame It on Rio                 | Nicole 'Nikki' Hollis           |                  |
| 1984 | No Small Affair                 | Laura Victor                    |                  |
| 1985 | St. Elmo's Fire                 | Jules                           |                  |
| 1986 | About Last Night...             | Debbie                          |                  |
| 1986 | One Crazy Summer                | Cassandra Eldridge              |                  |
| 1986 | Wisdom                          | Karen Simmons                   |                  |
| 1988 | The Seventh Sign                | Abby Quinn                      |                  |
| 1989 | We're No Angels                 | Molly                           |                  |
| 1990 | Ghost                           | Molly Jensen                    |                  |
| 1991 | Nothing but Trouble             | Diane Lightson                  |                  |
| 1991 | Mortal Thoughts                 | Cynthia Kellogg                 | Also producer    |
| 1991 | The Butcher's Wife              | Marina Lemke                    |                  |
| 1992 | A Few Good Men                  | LCDR JoAnne Galloway            |                  |
| 1993 | Indecent Proposal               | Diana Murphy                    |                  |
| 1994 | Disclosure                      | Meredith Johnson                |                  |
| 1995 | The Scarlet Letter              | Hester Prynne                   |                  |
| 1995 | Now and Then                    | Samantha Albertson (older)      | Also producer    |
| 1996 | The Juror                       | Annie Laird                     |                  |
| 1996 | Striptease                      | Erin Grant                      |                  |
| 1996 | If These Walls Could Talk       | Claire Donnelly                 | Also producer    |
| 1996 | The Hunchback of Notre Dame     | Esmeralda (voice)               |                  |
| 1996 | Beavis and Butt-head Do America | Dallas Grimes (voice)           | Uncredited       |
| 1997 | G.I. Jane                       | LT Jordan O'Neil                | Also producer    |
| 1997 | Deconstructing Harry            | Helen / Harry's Character       |                  |
| 2000 | Passion of Mind                 | Martha Marie / 'Marty' Talridge |                  |
| 2002 | The Hunchback of Notre Dame II  | Esmeralda (voice)               |                  |
| 2003 | Charlie's Angels: Full Throttle | Madison Lee                     |                  |
| 2006 | Half Light                      | Rachel Carlson                  |                  |
| 2006 | Bobby                           | Virginia Fallon                 |                  |
| 2007 | Mr. Brooks                      | Detective Tracy Atwood          |                  |
| 2008 | Flawless                        | Laura Quinn                     |                  |
| 2010 | Happy Tears                     | Laura                           |                  |
| 2010 | The Joneses                     | Kate Jones                      |                  |
| 2010 | Bunraku                         | Alexandra                       |                  |
| 2011 | Margin Call                     | Sarah Robertson                 |                  |
| 2011 | Another Happy Day               | Patty                           |                  |
| 2012 | LOL                             | Anne                            |                  |
| 2013 | Very Good Girls                 | Kate                            |                  |
| 2024 | Thần dược                       | Elisabeth Sparkle               |                  |

| Năm                           | Phim                                   | Vai diễn              | Ghi chú                                    |
| ----------------------------- | -------------------------------------- | --------------------- | ------------------------------------------ |
| 1982                          | General Hospital                       | Jackie Templeton      | Cast member                                |
| 1984                          | The Master                             | Holly Trumbull        | 1 episode: "Max"                           |
| 1984                          | Bedrooms                               | Nancy                 | Sketch comedy                              |
| 1987 or 1988 (sources differ) | The New Homeowner's Guide to Happiness | Sandy Darden          | TV special                                 |
| 1989                          | Moonlighting                           | Woman in elevator     | 1 episode: "When Girls Collide"            |
| 1990                          | Tales from the Crypt                   | Cathy Marno           | 1 episode: "Dead Right"                    |
| 1997                          | Ellen                                  | The Sample Lady       | 1 episode: "The Puppy Episode"; uncredited |
| 1997                          | Destination Anywhere: The Film         | Janie                 | Short                                      |
| 2003                          | Will & Grace                           | Sissy Palmer-Ginsburg | 1 episode: "Women and Children First"      |

| Năm  | Phim   | Ghi chú                 |
| ---- | ------ | ----------------------- |
| 2008 | Streak | Short                   |
| 2011 | Five   | TV, segment "Charlotte" |

## Đề cử và giải thưởng
| Năm     | Giải thưởng                                                                               | Phim                            | Kết quả   |
| ------- | ----------------------------------------------------------------------------------------- | ------------------------------- | --------- |
| 1986-87 | Theatre World Award                                                                       | The Early Girl                  | Đoạt giải |
| 1990    | Saturn Award for Best Actress                                                             | Ghost                           | Đoạt giải |
| 1990    | Golden Globe Award for Best Actress – Motion Picture Musical or Comedy                    | Ghost                           | Đề cử     |
| 1991    | Golden Raspberry Award for Worst Actress                                                  | Nothing but Trouble             | Đề cử     |
| 1992    | MTV Movie Award for Best Female Performance                                               | A Few Good Men                  | Đề cử     |
| 1993    | People's Choice Award for Favorite Dramatic Motion Picture Actress                        |                                 | Đoạt giải |
| 1993    | People's Choice Award for Favorite Motion Picture Actress                                 |                                 | Đề cử     |
| 1993    | MTV Movie Award for Best Kiss (with Woody Harrelson)                                      | Indecent Proposal               | Đoạt giải |
| 1993    | MTV Movie Award for Best Female Performance                                               | Indecent Proposal               | Đề cử     |
| 1993    | MTV Movie Award for Most Desirable Female                                                 | Indecent Proposal               | Đề cử     |
| 1993    | Golden Raspberry Award for Worst Actress                                                  | Indecent Proposal               | Đề cử     |
| 1994    | MTV Movie Award for Most Desirable Female                                                 | Disclosure                      | Đề cử     |
| 1994    | MTV Movie Award for Best Villain                                                          | Disclosure                      | Đề cử     |
| 1995    | ShoWest Award for Female Star of the Year                                                 |                                 | Đoạt giải |
| 1995    | Golden Raspberry Award for Worst Actress                                                  | The Scarlet Letter              | Đề cử     |
| 1995    | Golden Raspberry Award for Worst Screen Couple (with either Robert Duvall or Gary Oldman) | The Scarlet Letter              | Đề cử     |
| 1996    | People's Choice Award for Favorite Actress in a Dramatic Motion Picture                   |                                 | Đoạt giải |
| 1996    | Golden Raspberry Award for Worst Actress                                                  | Striptease                      | Đoạt giải |
| 1996    | Golden Raspberry Award for Worst Screen Couple (with Burt Reynolds)                       | Striptease                      | Đoạt giải |
| 1996    | Golden Globe Award for Best Actress – Miniseries or Television Film                       | If These Walls Could Talk       | Đề cử     |
| 1996    | Primetime Emmy Award for Outstanding Made for Television Movie                            | If These Walls Could Talk       | Đề cử     |
| 1997    | Golden Raspberry Award for Worst Actress                                                  | G.I. Jane                       | Đoạt giải |
| 1997    | MTV Movie Award for Best Fight (with Viggo Mortensen)                                     | G.I. Jane                       | Đề cử     |
| 2000    | Golden Raspberry Award for Worst Actress                                                  | Passion of Mind                 | Đề cử     |
| 2003    | Golden Raspberry Award for Worst Supporting Actress                                       | Charlie's Angels: Full Throttle | Đoạt giải |
| 2003    | MTV Movie Award for Best Villain                                                          | Charlie's Angels: Full Throttle | Đề cử     |
| 2011    | Directors Guild of America Award for Outstanding Directing – Television Film              | Five                            | Đề cử     |
| 2024    | Golden Globe Award for Best Actress – Motion Picture Musical or Comedy                    | The Substance                   | Đoạt giải |